# Kiran Mazumdar-Shaw
Pour les articles homonymes, voir Mazumdar et Shaw.
Kiran Mazumdar-Shaw est une entrepreneuse indienne, née le 23 mars 1953 à Bangalore. Pionnière dans son domaine, elle est la fondatrice de l'entreprise de biotechnologie Biocon, dont elle est également présidente et directrice générale. Elle est aussi la présidente de Syngene International et Clinigene International. 

## Biographie
Elle fonde Biocon en 1978 et la fait évoluer d'une entreprise de production industrielle d'enzymes à une compagnie bio-pharmaceutique focalisée sur la recherche sur le diabète, l'oncologie et les maladies auto-immunes. Elle lance deux filiales : Syngene en 1994 pour fournir un service de soutien au développement pour la recherche, et Clinigene en 2000 pour les services de développement clinique.
Elle s'intéresse à promouvoir le secteur de la biotechnologie et siège au groupe d'expertise en biotechnologie de l'État de Karnataka. En tant que membre du comité consultatif du département de biotechnologie du gouvernement indien, elle joue un rôle central pour amener le gouvernement indien, l'industrie et le système académique à guider la croissance du secteur biotechnologique en Inde.
Son rôle de pionnière dans le secteur lui a octroyé de nombreuses récompenses, dont le Padma Shri en 1989 et le Padma Bhushan en 2005, de la part du gouvernement indien. Hautement respecté dans le monde des affaires, son travail précurseur dans la biotechnologie a permis une reconnaissance mondiale à la fois pour l'industrie indienne et pour Biocon. Elle a récemment[Quand ?] été citée par le Time parmi les 100 personnes les plus influentes du monde. Elle est également apparue sur la liste des 100 femmes les plus puissantes du monde du magazine Forbes et sur la liste des 50 principales femmes d'affaires du monde du Financial Times.
En octobre 2021, son nom est cité dans les Pandora Papers.